# Gauthier Hein
Gauthier Hein (Thionville, 7 agosto 1996) è un calciatore francese, centrocampista del Metz.

## Caratteristiche tecniche
Hein nasce esterno di centrocampo, ma in seguito ha avanzato il suo raggio d'azione, arrivando a ricoprire anche il ruolo di esterno d'attacco.

## Carriera
Entrato a far parte del centro di formazione del Metz nel 2008, Hein firma il suo primo contratto da professionista con la squadra granata nel 2016. Debutta in Ligue 1 il 21 settembre 2016 nel match contro il Bordeaux. Il 3 dicembre successivo segna il suo primo gol in campionato contro il Lione: la partita verrà però poi interrotta per il lancio di petardi da parte dei tifosi del Metz, uno dei quali colpisce il portiere avversario, determinando la sconfitta a tavolino per il Metz.
Il 28 agosto 2017 Hein viene prestato al Tours, militante in Ligue 2.
Al termine della stagione, rientrato al Metz, appena retrocesso in Ligue 2, Hein è confermato in prima squadra e nel mese di agosto prolunga il suo contratto fino al 2021. Il 22 gennaio è protagonista nella partita di Coppa di Francia contro il Monaco, vinta per 1-3, siglando il gol del vantaggio e servendo gli assist per le reti dei compagni.
Il 4 luglio 2019 Hein viene ceduto in prestito al Valenciennes, formazione militante in Ligue 2.

## Statistiche

### Presenze e reti nei club
Statistiche aggiornate al 5 agosto 2019.
| Stagione        | Squadra         | Campionato      | Campionato | Campionato | Coppe nazionali | Coppe nazionali | Coppe nazionali | Coppe continentali | Coppe continentali | Coppe continentali | Altre coppe | Altre coppe | Altre coppe | Totale | Totale |
| Stagione        | Squadra         | Comp            | Pres       | Reti       | Comp            | Pres            | Reti            | Comp               | Pres               | Reti               | Comp        | Pres        | Reti        | Pres   | Reti   |
| --------------- | --------------- | --------------- | ---------- | ---------- | --------------- | --------------- | --------------- | ------------------ | ------------------ | ------------------ | ----------- | ----------- | ----------- | ------ | ------ |
| 2016-2017       | Metz            | L1              | 13         | 1          | CF+CdL          | 1+2             | 0               | -                  | -                  | -                  | -           | -           | -           | 16     | 1      |
| ago. 2017       | Metz            | L1              | 3          | 0          | CF+CdL          | 0               | 0               | -                  | -                  | -                  | -           | -           | -           | 3      | 0      |
| ago. 2017-2018  | Tours           | L2              | 20         | 4          | CF+CdL          | 0+1             | 0               | -                  | -                  | -                  | -           | -           | -           | 21     | 4      |
| 2018-2019       | Metz            | L2              | 3          | 0          | CF+CdL          | 4+1             | 1+0             | -                  | -                  | -                  | -           | -           | -           | 8      | 1      |
| Totale Metz     | Totale Metz     | Totale Metz     | 19         | 1          |                 | 8               | 1               |                    | -                  | -                  |             | -           | -           | 27     | 2      |
| 2019-2020       | Valenciennes    | L2              | 2          | 1          | CF+CdL          | -               | -               | -                  | -                  | -                  | -           | -           | -           | 2      | 1      |
| Totale carriera | Totale carriera | Totale carriera | 41         | 6          |                 | 9               | 1               |                    | -                  | -                  |             | -           | -           | 50     | 7      |

## Palmarès

### Club

#### Competizioni nazionali
- Ligue 2: 2

Metz: 2018-2019
Auxerre: 2023-2024